# Улица Подвойского (Москва)
У́лица Подво́йского — улица в центре Москвы на Пресне между улицей Антонова-Овсеенко и Звенигородским шоссе.

## Происхождение названия
Названа в 1959 году в честь советского деятеля Николая Ильича Подвойского (1880—1948). В 1917 году — один из руководителей Октябрьского вооруженного восстания, председатель Петроградского военно-революционного комитета. С 1918 года — нарком по военным и морским делам Украинской ССР. Начальник Всевобуча и ЧОН (карательные части особого назначения) в 1919—1927 годах.

## Описание
Улица Подвойского проходит как продолжение улицы Антонова-Овсеенко на север вдоль магистрали Третьего транспортного кольца, справа к ней примыкает улица Литвина-Седого, заканчивается на Звенигородском шоссе напротив улицы Брянский Пост.

## Здания и сооружения
По нечётной стороне:
По чётной стороне:
- Дом 2 — школа № 2055 (бывш. 340)
- Дом 18 — детский сад № 1930;
- Дом 22 — студия «Август».